# 1. SV Concordia Delitzsch
Der 1. SV Concordia Delitzsch 1910 e. V. war ein Sportverein aus Delitzsch.

## Sportlicher Werdegang
Der Verein wurde über die Stadtgrenzen hinaus durch seine Handballmannschaft der Herren bekannt, die in der Saison 2005/06 in der 1. Bundesliga spielte.
Ursprünglich wurde der Verein 1910 gegründet. Der Feldhandball-Abteilung des Vereins gelang zur Spielzeit 1939/40 der Aufstieg in die erstklassige Handball-Gauliga Mitte. Nach Neugründung des am 6. April 1994, der aus der Handballabteilung des ESV Delitzsch entstand, stieg die erste Herrenmannschaft in der Saison 1995/96 als Sachsenmeister mit 52:0 Punkten in die Regionalliga auf. 1997/98 stieg die Mannschaft schließlich in die 2. Handball-Bundesliga auf, ehe mit dem Aufstieg 2004/05 in die höchste deutsche Spielklasse der bisher größte Erfolg der Vereinsgeschichte verbucht werden konnte. In der höchsten Spielklasse erwies sich jedoch die Konkurrenz als zu stark, so dass der Verein umgehend als Tabellenletzter wieder absteigen musste. Seit der Saison 2006/2007 spielte Concordia in der zweiten Handball-Bundesliga Süd.
Im Mai 2010 sollte der SV Concordia Delitzsch auf Grund von finanziellen Unzulänglichkeiten die Lizenz für die Spielzeit 2010/11 in der 2. Bundesliga Süd vorerst nicht erhalten, nach mehreren Nachbesserungen am Etat erhielt die Spielbetriebsgesellschaft CSG die Lizenz unter Auflagen. Am 19. Juli 2010 meldete die Spielbetriebsgesellschaft beim Amtsgericht Leipzig Insolvenz an. Trotz der Insolvenz der Betreibergesellschaft sollte die erste Herren-Mannschaft weiter in der zweiten Liga antreten; die Lizenzierungskommission der Handball-Bundesliga entschied im August 2010, dem 1. SV Concordia Delitzsch die Lizenz zur Teilnahme am Spielbetrieb der 2. Handball-Bundesliga (Nord) nach Ablauf der Spielzeit 2010/2011 zu entziehen, zudem wurde gegen den Verein eine Geldbuße von 10.000 Euro verhängt. Am 19. August 2010 teilte der Verein jedoch mit, auf das Startrecht in der 2. Liga zu verzichten und in der Saison 2010/2011 in der Sachsenliga anzutreten. Im September gab der sächsische Handballverband bekannt, dass der zuvor gegründete Handballverein NHV Concordia Delitzsch 2010 e. V. die Spielrechte für alle sächsischen Handballligen, in denen vorher die Mannschaften des 1. SV Concordia Delitzsch 1910 aktiv waren, erhalten habe. Die Saison in der Sachsenliga beendete der Verein als Letztplatzierter.
Nachdem das Amtsgericht Leipzig am 28. Dezember 2010 das Insolvenzverfahren eröffnete, wurde der 1. SV Concordia Delitzsch aufgelöst.

## NHV Concordia Delitzsch
Am 23. August 2010 kam es zur Neugründung des Nachfolgevereins NHV Concordia Delitzsch 2010 e. V.

### Erfolge
- Aufstieg in die 3. Liga (Handball) 2025
- Meister Regionalliga Mitteldeutschland 2025

## Spielstätten
Heimspielstätte war die Artur-Becker-Sporthalle in Delitzsch. Bis zur Saison 2004/05 trug der Verein seine Spiele der 1. Mannschaft im Kultur- und Sportzentrum Delitzsch aus. Für die Runde 2005/06 und mit dem Aufstieg in die 1. Handball-Bundesliga zog die erste Mannschaft für die Heimspiele in die Arena Leipzig um, kehrte nach dem Abstieg und mangelnder Zuschauerresonanz aber nach einem Jahr in die angestammten Gefilde zurück; ab der Saison 2010/2011 spielen alle Mannschaften in der Artur-Becker-Halle.

## Bekannte ehemalige Spieler
Zu den bekannten ehemaligen Spielern zählen Lars Kaufmann, Silvio Heinevetter, Hannes Lindt, Sascha Meiner, Steve Baumgärtel, Erik Göthel, René Boese, Rico Göde und Maximilian Weiß.